# Confédération asiatique de badminton
Pour les articles homonymes, voir BAC.
La Confédération asiatique de badminton, en anglais : Badminton Asia ou BA, est une association de fédérations nationales fondée le 30 juillet 1959 et ayant pour vocation de gérer et de développer le badminton en Asie. Elle a son siège à Kuala Lumpur en Malaisie et comprend 43 membres.
Badminton Asia est l'une des 5 confédérations composant la Fédération mondiale de badminton (BWF).
Lors de l'assemblée générale du 16 juillet 2006, il a été décidé de changer le nom de la confédération : de Asian Badminton Confederation, il est passé à Badminton Asia Confederation. Lors d'une nouvelle assemblée générale le 16 octobre 2015, la Confédération choisit de moderniser son logo et son nom qui devient Badminton Asia. 

## Pays membres
Les membres de la Confédération sont regroupés en 5 sous-régions : Asie-est, Asie-sud-est, Asie-sud, Asie-ouest et Asie centrale,.
- Afghanistan
- Bahreïn
- Bangladesh
- Bhoutan
- Brunei
- Cambodge
- Chine
- Corée du Nord
- Corée du Sud
- Hong Kong
- Inde
- Indonésie
- Irak
- Iran
- Japon
- Jordanie
- Kazakhstan
- Koweït
- Kirghizistan
- Laos
- Liban
- Macao
- Malaisie
- Maldives
- Mongolie
- Birmanie
- Népal
- Ouzbékistan
- Pakistan
- Palestine
- Philippines
- Qatar
- Singapour
- Sri Lanka
- Syrie
- Tadjikistan
- Taïpei chinois
- Thaïlande
- Timor oriental
- Turkménistan
- Viêt Nam

La Confédération accueille également un membre associé (membre de la BWF) :  Oman

## Compétitions organisées
La Confédération asiatique est responsable des évènements continentaux majeurs organisés chaque année :
- Championnats d'Asie
- Championnats d'Asie par équipes (en) (depuis 2016)
- Championnats d'Asie par équipes mixtes (en) (depuis 2017)
- Championnats d'Asie junior (en)
- Championnats d'Asie junior
- Championnats d'Asie des moins de 17 ans
- Championnats d'Asie des moins de 15 ans

## Présidents
|    | Nom                              | Pays         | Période     |
| -- | -------------------------------- | ------------ | ----------- |
| 1  | Tunku Abdul Rahman               | Malaisie     | 1959 - 1965 |
| 2  | Syshil Ruia                      | Inde         | 1965 - 1975 |
| 3  | Henry Fok                        | Hong Kong    | 1975 - 1987 |
| 4  | Yanagawa                         | Japon        | 1987 - 1989 |
| 5  | Sri Elyas Oma                    | Malaisie     | 1989 - 1993 |
| 6  | Tong Yun Kai                     | Hong Kong    | 1993 - 1995 |
| 7  | Chung Jung-hoon                  | Corée du Sud | 1995 - 1997 |
| 8  | Korn Dabbaransi                  | Thaïlande    | 1997 - 2001 |
| 9  | Mamoru Otake                     | Japon        | 2001 - 2003 |
| 10 | Kang Young-joong                 | Corée du Sud | 2003 - 2005 |
| 11 | Sutiyoso                         | Indonésie    | 2005 - 2011 |
| 12 | Katsuto Momii (*)                | Japon        | 2011 - 2013 |
| 13 | Dato Sri Mohd Nadzmi Mohd Salleh | Malaisie     | 2013 - 2015 |
| 14 | Anton Subowo                     | Inde         | 2015 - 2023 |
| 15 | Kim Jong-soo                     | Corée du Sud | depuis 2023 |

(*) M. Momii a été démis de ses fonctions lors d'une assemblée générale extraordinaire à la suite du dépôt d'une motion de défiance. Il lui est reproché de ne pas avoir soutenu une candidature asiatique à la présidence de la BWF lors de l'élection générale de 2013.
C'est le danois Poul-Erik Høyer Larsen, président de la Confédération européenne de badminton qui a été élu le 18 mai 2013.